# Rämouns
Die Rämouns waren eine deutsche Ramones-Tribute-Band aus Düsseldorf und bis Ende 2010 aktiv. Sie galt als eine der besten Ramones-Tribute-Band Deutschlands.

## Geschichte
Gegründet wurde sie 1999, also drei Jahre nach dem offiziell letzten Konzert der originalen Ramones. Die Idee war, die Show der Ramones so echt wie möglich auf die Bühne zu bringen. Outfit, Instrumente, Bewegungen und Spielweise sollten exakt kopiert werden. Der Bandname ist eine phonetische Eindeutschung von Ramones. Premiere hatten die Rämouns am 31. März 2000 in einem ausverkauften „Flux“ in Velbert. In den kommenden Jahren spielte sie in ganz Deutschland, zum Teil ausverkaufte Konzerte, aber auch in den Niederlanden, Belgien und Österreich sowie Argentinien. 2002 hatte die Band einen Auftritt im Lokalfernsehen des WDR und spielte dort Playback eine Version von Rockaway Beach, die tags zuvor noch schnell in einem Studio eingespielt werden musste.
2005 flogen die Rämouns  auf Einladung für mehrere Konzerte nach Argentinien und  wurde in die landesweit ausgestrahlte Live-Radio-Sendung „Rock&Pop“ eingeladen, mit anschließendem Call-In Interviews durch das Publikum. In diesem Rahmen wurde auch landesweit eine Liveaufnahme der Band ausgestrahlt, welche im selben Jahr in Münster aufgenommen wurde. Ferner wurde die Band in Magazinen mit ganzseitigen Artikeln abgebildet und spielte im Vorprogramm der Beatsteaks. Die Tour in Argentinien wurde von einem Kamerateam begleitet und als Dokumentarfilm mit dem Titel Evita is a Punk Rocker für die Nachwelt festgehalten. 2009 produzierte die Band eine Platte mit Beach Boys Covern im Ramones-Style, die mit dem Titel Rockaway Beach Boys bei Wolverine veröffentlicht wurde. Im Jahr 2010 verkündete die Band offiziell ihre Auflösung und gab im Dezember ein Abschiedskonzert.